# Mecynoecia rectangulata
Mecynoecia rectangulata är en mossdjursart som beskrevs av Ferdinand Canu och Ray Smith Bassler 1929. Mecynoecia rectangulata ingår i släktet Mecynoecia och familjen Entalophoridae. Inga underarter finns listade i Catalogue of Life.